# Liste der Biografien/Fischer, I
Liste der Biografien |
Portal Biografien |
I Personensuche
# |
A |
B |
C |
D |
E |
F |
G |
H |
I |
J |
K |
L |
M |
N |
O |
P |
Q |
R |
S |
T |
U |
V |
W |
X |
Y |
Z |
?
 
Fa |
Fe |
Ff |
Fh |
Fi |
Fj |
Fk |
Fl |
Fm |
Fn |
Fo |
Fr |
Ft |
Fu |
Fy
 
Fia |
Fib |
Fic |
Fid |
Fie |
Fif |
Fig |
Fih |
Fii |
Fij |
Fik |
Fil |
Fim |
Fin |
Fio |
Fip |
Fiq |
Fir |
Fis |
Fit |
Fiu |
Fiv |
Fix |
Fiz
 
Fisa |
Fisb |
Fisc |
Fise |
Fish |
Fisi |
Fisk |
Fisl |
Fism |
Fiso |
Fisq |
Fiss |
Fist |
Fisu |
Fisz
 
Fisce |
Fisch |
Fiscu
 
Fischa |
Fischb |
Fischd |
Fische |
Fischg |
Fischh |
Fischi |
Fischl |
Fischm |
Fischn |
Fischo |
Fischt
 
Fisched |
Fischel |
Fischen |
Fischer |
Fischet
 
Fischer, A |
Fischer, B |
Fischer, C |
Fischer, D |
Fischer, E |
Fischer, F |
Fischer, G |
Fischer, H |
Fischer, I |
Fischer, J |
Fischer, K |
Fischer, L |
Fischer, M |
Fischer, N |
Fischer, O |
Fischer, P |
Fischer, R |
Fischer, S |
Fischer, T |
Fischer, U |
Fischer, V |
Fischer, W |
Fischer, X |
Fischer, Y |
Fischer, Z |
Fischera |
Fischerk |
Fischerm |
Fischern |
Fischero
Die Liste der Biografien führt alle Personen auf, die in der deutschsprachigen Wikipedia einen Artikel haben. Dieses ist eine Teilliste mit 14 Einträgen von Personen, deren Namen mit den Buchstaben „Fischer, I“ beginnt.

## Fischer, I

### Fischer, Id
- Fischer, Ida (1895–1984), deutsche Kommunal- und Landespolitikerin (SPD/USPD/KPD/SED)

### Fischer, Il
- Fischer, Ilse (1900–1979), deutsche Malerin und Grafikerin
- Fischer, Ilse (* 1975), österreichische Mathematikerin

### Fischer, Ir
- Fischer, Irene (* 1915), deutsche Schauspielerin bei Bühne und Film
- Fischer, Irene (* 1959), deutsche Schauspielerin
- Fischer, Irene Kaminka (1907–2009), österreichisch-US-amerikanische Mathematikerin und Geodätin
- Fischer, Irmtraud (* 1957), österreichische Theologin

### Fischer, Is
- Fischer, Isabell (* 1969), deutsche Schauspielerin
- Fischer, Isidor (1868–1943), österreichischer Medizinhistoriker
- Fischer, Isolde (* 1971), deutsche Schauspielerin
- Fischer, Israel F. (1858–1940), US-amerikanischer Politiker

### Fischer, Iv
- Fischer, Iván (* 1951), ungarischer DirigentIván Fischer (* 1951)

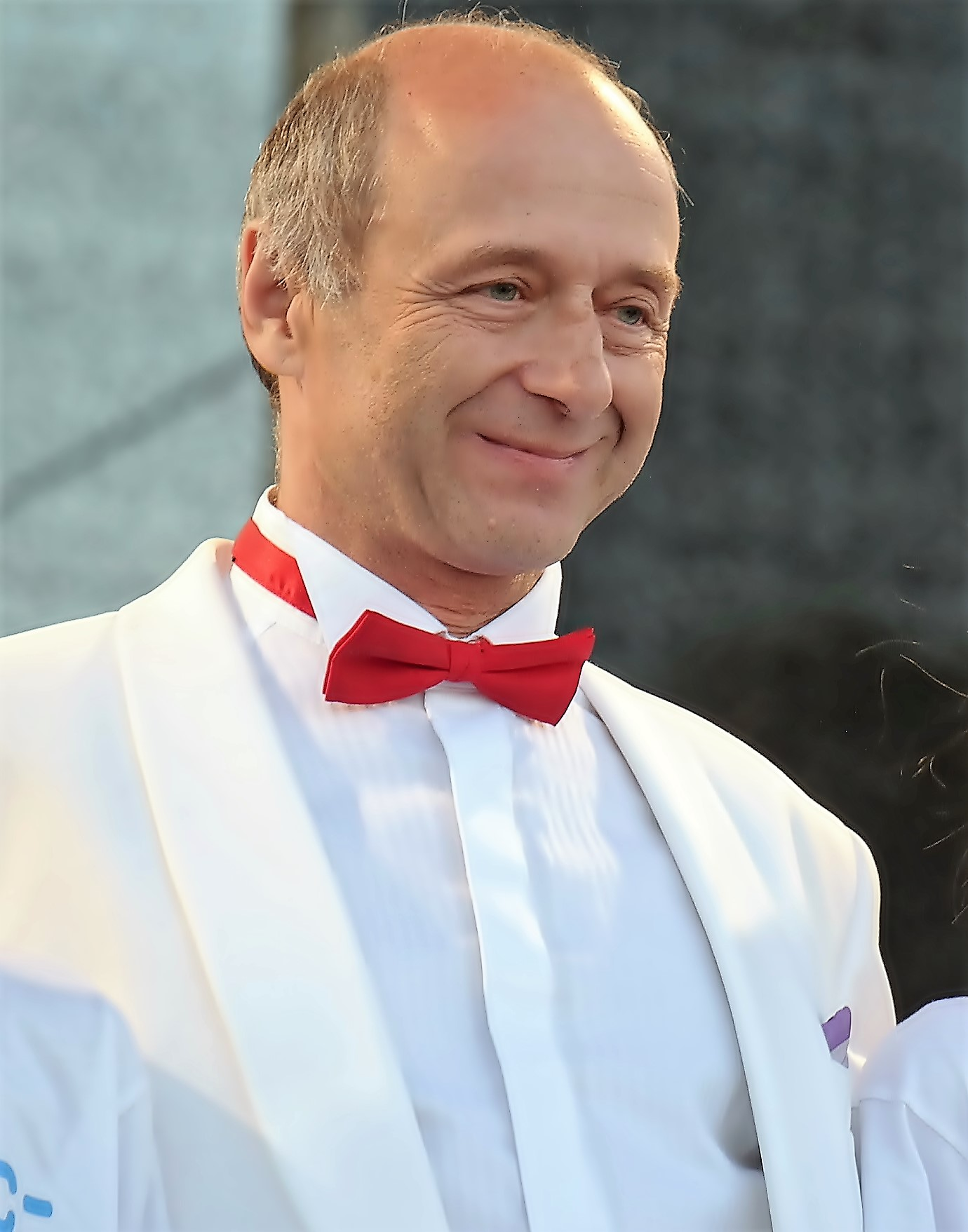
Iván Fischer (* 1951)

- Fischer, Ivo (1881–1937), deutscher römisch-katholischer Domkapitular im Bistum Würzburg
- Fischer, Ivo (1927–2016), österreichischer Frauenarzt und Geburtshelfer